# Crassula streyi
Crassula streyi är en fetbladsväxtart som beskrevs av Tölken. Crassula streyi ingår i släktet krassulor, och familjen fetbladsväxter. Inga underarter finns listade i Catalogue of Life.

## Bildgalleri

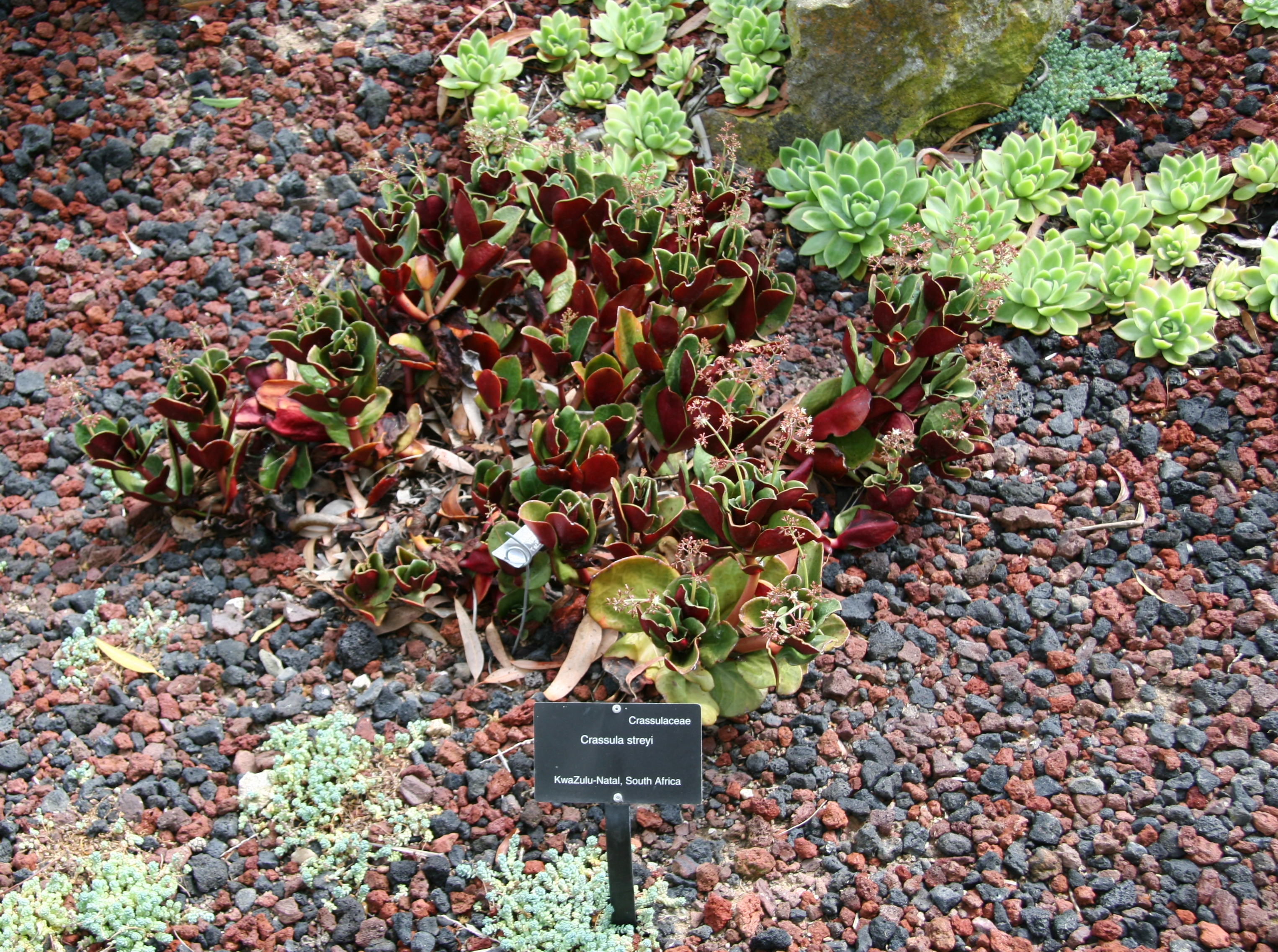